# 佐藤友祈
佐藤友祈（日语：／ Satō Tomoki，1989年9月8日—），日本男子田径运动员。他曾代表日本参加2016年和2020年夏季残疾人奥林匹克运动会田径比赛，获得二枚金牌和二枚银牌。